# Barry Wong
Wong Ping-yiu (黃炳耀, connu sous le nom de scène Barry Wong (né le 20 novembre 1946 à Wuzhou, dans la région autonome du Guangxi, en Chine et mort le 16 octobre 1991  à Berlin, en Allemagne) est un scénariste, producteur de cinéma et acteur hongkongais, reconnu comme l'un des scénaristes les plus prolifiques du cinéma hongkongais. 

## Biographie
Barry Wong a écrit pour les plus grands réalisateurs et acteurs, autant pour des films d'action que des comédies, dans les années 1980 et au début des années 1990 avant de mourir brutalement d'une crise cardiaque le 16 octobre 1991.
Comme acteur, il est connu pour ses rôles secondaires où il porte la plupart du temps des lunettes à monture d'écaille (en).
Au cours de sa carrière, il a collaboré avec Tsui Hark, Stephen Chow, Eric Tsang, Sammo Hung, Danny Lee, John Woo, Jackie Chan et Wong Jing. Le film culte de John Woo, À toute épreuve, lui est dédié après sa mort.

## Filmographie partielle

### Comme scénariste
- 1980 : Read Lips
- 1981 : Prodigal Son de Sammo Hung
- 1981 : The Daring Age
- 1981 : The Gold-Hunters
- 1982 : Carry On Pickpocket
- 1982 : Dragon Lord de Jackie Chan
- 1983 : A Fist Full of Talons
- 1983 : Le Gagnant
- 1983 : La Fureur du revenant
- 1984 : Double Trouble
- 1984 : Silent Romance
- 1984 : The Other Side of Gentleman
- 1985 : First Mission
- 1985 : Friendly Ghost
- 1985 : Funny Triple
- 1985 : Le Sens du devoir 2 (Yes, Madam) de Corey Yuen
- 1985 : Mr. Vampire
- 1985 : Le Flic de Hong Kong de Sammo Hung
- 1985 : Le Flic de Hong Kong 2
- 1985 : The Intellectual Trio
- 1985 : Funny Face
- 1985 : Affectionately Yours
- 1986 : Shanghaï Express
- 1986 : Une Flic De Choc
- 1986 : Le Retour de Mr. Vampire
- 1986 : Le Flic de Hong Kong 3
- 1986 : Rosa
- 1986 : Shyly Joker
- 1986 : Where's Officer Tuba?
- 1987 : Eastern Condors
- 1988 : The Haunted Cop Shop 2
- 1988 : Love Soldier of Fortune
- 1988 : 18 Times
- 1989 : Mr. Smart
- 1989 : Pedicab Driver de Sammo Hung
- 1989 : Vampire Buster de Stanley Siu et Norman Law
- 1989 : Lost Souls
- 1989 : City Cops
- 1990 : L'Exorciste chinois 2
- 1990 : Island of Fire
- 1990 : Justice sans sommation
- 1990 : Pantyhose Hero
- 1990 : The Outlaw Brothers
- 1990 : Family Honor
- 1990 : The Fortune Code de Kent Cheng
- 1990 : Whampoa Blues
- 1991 : Alan & Eric: Between Hello and Goodbye
- 1991 : Scheming Wonders
- 1991 : Fight Back to School
- 1991 : Crazy Safari
- 1991 : Slickers Vs Killers
- 1991 : The Banquet
- 1992 : Lethal Contact
- 1992 : Opération Scorpio
- 1992 : Double Dragon
- 1992 : À toute épreuve
- 1992 : Fun and Fury
- 1992 : A Kid from Tibet
- 1992 : Ghost Punting de Sammo Hung, Corey Yuen, Eric Tsang et Ricky Lau